# Comité Rueff-Armand
Pour les articles homonymes, voir Rueff et Armand.
Le comité Rueff-Armand est un comité d'économistes et de hauts fonctionnaires formé par le Premier ministre français Michel Debré en 1959, alors que débutait la présidence de Charles de Gaulle. La mission confiée à Jacques Rueff et Louis Armand était de réaliser un diagnostic au sujet des freins à la croissance économique française et de proposer des pistes de réforme.
Le comité remit son rapport au Premier ministre Michel Debré le 21 juillet 1960.

## Histoire
Le Comité a été institué par le décret no 59-1284 du 13 novembre 1959.

## Composition
La présidence du Comité est assurée par Jacques Rueff, économiste libéral qui venait de mettre au point le plan Pinay-Rueff d'assainissement des finances publiques pour lutter contre l'inflation et qui débouche sur la création du « nouveau franc » le 1er janvier 1960. La coprésidence revient à l'ingénieur Louis Armand, qui mettait alors en œuvre la modernisation de la SNCF. Le secrétaire général est Michel Albert. 
Au total, la commission est constituée par un collège d'experts et de hauts fonctionnaires : René Courtin ; Marcel Demonque ; Louis Estrangin ; Jean Filippi ; André Grandpierre ; Pierre Massé ; Jean Saltes ; Alfred Sauvy ; Gaston Teissier ; Henri Toulouse ; Gabriel Ventejol ; et, enfin, Alexandre Verret. 

## Contenu
Il proposait de nombreuses mesures pour lever les obstacles structurels au développement de l'économie française, en particulier les obstacles réglementaires :
- élargissement de la base d'imposition fiscale pour que tous contribuent aux finances publiques ;
- liste des avantages indus, garantis par la puissance publique ;
- renforcement de concurrence ;
- critique du protectionnisme, des subventions aux entreprises ;
- réformation (et non suppression) de la réglementation de certaines professions : la meunerie, les boulangers, les semouliers, les commissaires-priseurs, les notaires, les avoués, les pharmaciens et l'industrie pharmaceutique, enfin les taxis ;
- remise en vigueur du principe de vérité des prix et la réforme de l'administration.

De façon générale, il s'agissait selon l'économiste Jacques Delpla « d'une charge contre le malthusianisme et le contingentement dont souffrait l'économie française ».

## Postérité
Le rapport final, baptisé « Plan Rueff-Armand », connaît un grand retentissement.
Il fut cependant très partiellement et très progressivement appliqué. Plus tard, certaines de ces mesures figurent à nouveau dans le rapport de la « Commission Attali », car jamais encore appliquées. Pour Michel-Pierre Chélini, professeur à l'université d'Arras, le rapport Rueff-Armand a plus servi de « référence morale qu'opératoire ». Plus durement, le directeur de la rédaction des Échos, Érik Izraelewicz, considère qu'il a rejoint la longue liste des « rapports sans suite ». 
Pour l'universitaire Frédéric Lebaron, le rapport Armand-Rueff « constitue la matrice de l’idéologie économique dominante en France depuis les années 1960 ».